# Woodbury (Minnesota)
Woodbury is een plaats (city) in de Amerikaanse staat Minnesota, en valt bestuurlijk gezien onder Washington County.

## Demografie
Bij de volkstelling in 2000 werd het aantal inwoners vastgesteld op 46.463.
In 2006 is het aantal inwoners door het United States Census Bureau geschat op 54.365, een stijging van 7902 (17,0%).

## Geografie
Volgens het United States Census Bureau beslaat de plaats een oppervlakte van
92,2 km², waarvan 90,6 km² land en 1,6 km² water. Woodbury ligt op ongeveer 371 m boven zeeniveau.

## Plaatsen in de nabije omgeving
De onderstaande figuur toont nabijgelegen plaatsen in een straal van 12 km rond Woodbury.